# Contea di Jindo
La contea di Jindo (Jindo-gun; 진도군; 珍島郡) è una delle suddivisioni della provincia sudcoreana del Sud Jeolla. Comprende l'isola omonima ed altre isolette circostanti.